# Sebuh Czuldżjan
Sebuh Czuldżjan (ur. 24 marca 1959 w Malatya, zm. 19 listopada 2020 w Erywaniu) – duchowny Apostolskiego Kościoła Ormiańskiego, od 1997 arcybiskup Gugark (z siedzibą w Wanadzor). Sakrę otrzymał w 1997 roku z rąk katolikosa Karekina I. Ingres miał miejsce 15 czerwca tego samego roku.